# Salomón de Urgel-Cerdaña
Salomón fue conde de Urgel y Cerdaña del 848 al 870, y de Conflent entre los años 860 y 870.
Según el historiador Ramón de Abadal, Salomón recogió la sucesión de su posible pariente Sunifredo I a la muerte de este el 848 aparentemente por defender los derechos de sus hijos menores de edad. 
Debió de ser ratificado en la asamblea de Narbona en octubre del 849. 
Se le menciona en una narración de un viaje a Córdoba en 863, visitando la corte del emir Mohamed I, en misión diplomática, siendo delegado por Carlos el Calvo de Francia, posterior emperador de Occidente, aparentemente para pedir la devolución de los restos de San Vicente que estaban en poder del valí de Zaragoza, y que fueron cedidas por Salomón al monasterio de Castres, en Francia. Abadal piensa que más probablemente fue un viaje diplomático para negociar la neutralidad o la alianza de Córdoba, dada la rebelión de Hunifredo de Barcelona el 862 (y que duró hasta el 864). De su embajada se emitió un tratado de paz y amistad suscrito en 864 entre el emir de Córdoba y el rey franco. 
La leyenda, narrada en la Gesta Comitum Barcinonensium, afirma que su origen era franco y que su gobierno no era popular entre la mayor parte de la población hispano-goda de la marca Hispánica, especialmente por los hijos de su predecesor, que según dicha leyenda habría sido Wifredo de Ria, entre los que estaba Wifredo el Velloso, que conspiraron contra él, lo acusaron de haber usurpado el condado y, según esta narración legendaria, finalmente lo mataron. 
El conde Salomón histórico aparece mencionado en un juicio en agosto del 868, pero en otro documento de 870 ya se menciona como nuevo conde a su sucesor, Wifredo el Velloso, por lo que hay que suponer que murió alrededor de ese año. 